# Американское физическое общество
Американское физическое общество (англ. The American Physical Society) — вторая в мире по численности организация (после Немецкого физического общества), объединяющая физиков. Была основана в 1899 году. Общество публикует более десятка научных журналов, включая один из самых престижных журналов по физике Physical Review Letters, а также серию журналов Physical Review. Под эгидой общества ежегодно проводится более двадцати научных встреч и мероприятий. В состав Американского физического общества входит более 47000 членов. Ежегодно общество выбирает среди физиков всего мира так называемых Действительных членов (Fellows), в знак признания выдающегося научного вклада.

## История
20 мая 1899 года 36 физиков Колумбийского университета основали Американское физическое общество (APS), целью которого они объявили «развитие и распространение физических знаний». Вначале практически единственная активность общества заключалась в организации научных встреч. В 1913 году общество начало выпускать собственный физический журнал Physical Review, созданный в 1893 году в Корнелле. С тех пор издание журналов является вторым основным направлением деятельности общества. В 1929 году начинается издание журнала Reviews of Modern Physics, а в 1958 году — Physical Review Letters. Со временем в связи с ростом популярности и увеличением количества статей, направляемых в журнал, Physical Review был разделён на 5 частей (именуемых буквами латинского алфавита от A до E), каждая из которых посвящена своей более узкой тематике. C 2008 года общество выпускает бесплатный электронный журнал Physics, в котором экспертами кратко описываются наиболее значимые работы, недавно опубликованные в других журналах общества.
В последнее время деятельность общества стала ещё шире. В связи с увеличением федерального финансирования после Второй мировой войны и в шестидесятые, Американское физической общество стало одной из самых активных научных организаций в мире, осуществляющей большое количество образовательных, исследовательских и научно-популярных программ.
Американское физическое общество имеет в своём составе 14 подразделений и 9 тематических групп, покрывающих все области физики. В состав общества входит более 47000 членов со всего мира.

## Критика
- В 2008 году группа физиков выступила с критикой политики Американского физического общества в части авторских прав на опубликованные в её журналах статьи[6][7]. В частности, указывалось, что она несовместима с лицензией GNU FDL, что не позволяет авторам статей публиковать свои иллюстрации в интернете, например, в Википедии. В ответ главный редактор журналов Американского физического общества Джин Спрауз[англ.] заявил, что общество планирует обсудить возможность изменения своей политики.
- В 2010 году профессор Калифорнийского университета ученик Роберта Оппенгеймера физик Харольд Льюис вышел из Американского физического общества, указав в открытом письме, что заставила его это сделать[8]:

... афера глобального потепления, которой движут буквально триллионы долларов, афера, которая развратила так много ученых... это самое крупное и самое успешное псевдонаучное мошенничество, которое я видел в течение своей долгой жизни как ученого

## Медали и премии
Американским физическим обществом вручается ряд наград за вклад в развитие и распространение физики:
- Медаль Американского физического общества за выдающиеся достижения в исследованиях
- Премия Эйнштейна за вклад в теорию гравитации
- Премия Лео Силарда
- Премия имени Максвелла[англ.]
- Премия Юлия Эдгара Лилиенфельда за особый вклад в развитие физики[9]
- Премия Дэнни Хайнемана в области математической физики
- Премия Сакураи в области теоретической физики элементарных частиц
- Премия Дюваля
- Премия по гидродинамике[англ.] (в 2004 году соединена с премией Отто Лапорте)
- Премия Отто Лапорте (в 2004 году соединена с премией по гидродинамике)
- Премия Анесура Рамана[англ.] в области компьютерного моделирования
- Премия Макса Дельбрюка (ранее известная как премия по биологической физике)
- Премия Дэвида Адлера в области физики материалов[англ.]
- Премия Оливера Бакли в области физики конденсированного состояния.
- Премия Роберта Уилсона в области физики ускорителей
- Премия Онсагера в области теоретической статистической физики
- Премия Джеймса Макгруди за исследования в области новых материалов
- Премия Абрахама Пайса в области истории физики
- Премия Тома Боннера
- Премия Дэвиссона−Джермера[англ.]
- Премия Ханса Бете[англ.]
- Премия Ирвинга Ленгмюра[англ.]
- Премия Артура Шавлова по лазерной физике[англ.]

## Президенты Американского физического общества
Список президентов общества :
- Генри Роуланд (1899)
- Альберт Абрахам Майкельсон (1901)
- Артур Гордон Уэбстер[англ.] (1903)
- Карл Барус[англ.] (1905)
- Эдвард Лимингтон Николс[англ.] (1907)
- Генри Крю[англ.] (1909)
- Уильям Фрэнсис Мэги[англ.] (1911)
- Бенджамин Осгуд Пирс[англ.] (1913)
- Эрнест Мерритт[англ.] (1914)
- Роберт Эндрюс Милликен (1916)
- Генри Эндрюс Бамстед[англ.] (1918)
- Джозеф Свитмен Эймс (1919)
- Теодор Лайман (1921)
- Томас Корвин Менденхолл[англ.] (1923)
- Дейтон Кларенс Миллер (1925)
- Карл Тэйлор Комптон (1927)
- Генри Гейл (1929)
- Уильям Фрэнсис Грэй Сванн[англ.] (1931)
- Пол Фут[англ.] (1933)
- Артур Холли Комптон (1934)
- Роберт Вильямс Вуд (1935)
- Флойд Рихтмайер[англ.] (1936)
- Харрисон Рэндалл[англ.] (1937)
- Лайман Джеймс Бриггс (1938)
- Джон Торренс Тейт ст.[англ.] (1939)
- Джон Зелени[англ.] (1940)
- Джордж Бракстон Пеграм[англ.] (1941)
- Гидеон Стюарт[англ.] (1941)
- Перси Уильямс Бриджмен (1942)
- Альберт Уоллес Халл (1943)
- Артур Джеффри Демпстер (1944)
- Харви Флетчер[англ.] (1945)
- Эдвард Улер Кондон (1946)
- Ли Элвин Дюбридж (1947)
- Роберт Оппенгеймер (1948)
- Фрэнсис Уилер Лумис[англ.] (1949)
- Исидор Айзек Раби (1950)
- Чарльз Кристиан Лоритсен[англ.] (1951)
- Джон Хазбрук Ван Флек (1952)
- Энрико Ферми (1953)
- Ханс Альбрехт Бете (1954)
- Реймонд Тайер Бирдж (1955)
- Юджин Вигнер (1956)
- Генри Девульф Смит (1957)
- Джесси Бимс[англ.] (1958)
- Джордж Юджин Уленбек (1959)
- Виктор Фредерик Вайскопф (1960)
- Фредерик Зейтц (1961)
- Уильям Хьюстон[англ.] (1962)
- Джон Гарри Уильямс[англ.] (1963)
- Роберт Фокс Бэчер (1964)
- Феликс Блох (1965)
- Джон Арчибальд Уилер (1966)
- Чарлз Хард Таунс (1967)
- Джон Бардин (1968)
- Луис Уолтер Альварес (1969)
- Эдвард Миллс Парселл (1970)
- Роберт Сербер (1971)
- Филип Маккорд Морс (1972)
- Джозеф Эдвард Майер (1973)
- Вольфганг Панофский (1974)
- Ву Цзяньсюн (1975)
- Уильям Альфред Фаулер (1976)
- Джордж Пэйк[англ.] (1977)
- Норман Фостер Рамзей (1978)
- Льюис Бренскомб (1979)
- Герман Фешбах (1980)
- Артур Леонард Шавлов (1981)
- Морис Гольдхабер (1982)
- Роберт Юджин Маршак (1983)
- Милдред Дресселгауз (1984)
- Роберт Ратбун Уилсон (1985)
- Сидни Дрелл (1986)
- Вал Логсдон Фитч (1987)
- Джеймс Крумхансл[англ.] (1989)
- Ойген Мерцбахер (1990)
- Николас Бломберген (1991)
- Эрнест Хенли[англ.] (1992)
- Дональд Лангенберг[англ.] (1993)
- Бертон Рихтер (1994)
- Кумар Пател[англ.] (1995)
- Джон Роберт Шриффер (1996)
- Аллан Бромли[англ.] (1997)
- Эндрю Сесслер (1998)
- Джером Айзек Фридман (1999)
- Джеймс Лангер[англ.] (2000)
- Джордж Триллинг (2001)
- Уильям Бринкман[англ.] (2002)
- Мириам Сарачик (2003)
- Хелен Квинн (2004)
- Марвин Коэн (2005)
- Джон Джозеф Хопфилд (2006)
- Лео Каданов (2007)
- Артур Биненсток (2008)
- Черри Мюррей[англ.] (2009)
- Кёртис Каллан (2010)
- Барри Бэриш (2011)
- Роберт Луи Байер (2012)
- Майкл Тёрнер (2013)
- Малкольм Бизли[англ.] (2014)
- Сэм Аронсон[англ.] (2015)
- Хоумер Нил[англ.] (2016)
- Лора Грин[англ.] (2017)
- Роджер Фальконе[англ.] (2018)
- Дейвид Гросс (2019)
- Филип Буксбаум[англ.] (2020)
- Сильвестр Джеймс Гейтс (2021)
- Фрэнсис Хеллман[англ.] (2022)
- Роберт Роснер[англ.] (2023)